# Liste von Seen in der Demokratischen Republik Kongo

Karte der wichtigsten Seen und Flüsse in der DR Kongo

Diese Liste von Seen in der Demokratischen Republik Kongo umfasst natürliche und künstliche Seen, die sich innerhalb von oder zum Teil in der Demokratischen Republik Kongo (DR Kongo) befinden.
Entlang der Ostgrenze der DR Kongo liegen eine Reihe großer Seen, die zu den im Großen Afrikanischen Grabenbruch gelegenen Afrikanischen Großen Seen gehören. Von Norden nach Süden sind dies der Albertsee und Eduardsee an der Grenze zu Uganda, der Kiwusee an der Grenze zu Ruanda und der Tanganjikasee an der Grenze zu Burundi, Tansania und Sambia. Ebenfalls auf der Grenze zu Sambia befindet sich zudem der Mwerusee.

## Liste
| Name           | Provinz (Territorium) / Nachbarland                | Koordinaten (WGS-84) | Fläche [km²]                      | Höhe [m] | Max. (mittlere) Tiefe [m] | Anmerkungen                                                                           | Bild           |
| -------------- | -------------------------------------------------- | -------------------- | --------------------------------- | -------- | ------------------------- | ------------------------------------------------------------------------------------- | -------------- |
| Albertsee      | Ituri / Uganda                                     | 1.675° N, 30.923° O  | 5270 km² (DR Kongo: 2420 km²)     | 618 m    | 58 m (25 m)               |                                                                                       | weitere Bilder |
| Boyasee        |                                                    | 7,367° S, 25,65° O   | 7,9 km²                           |          |                           |                                                                                       | Bild gesucht   |
| Eduardsee      | Nord-Kivu / Uganda                                 | 0,35° S, 29,583° O   | 2300 km² (DR Kongo: 1630 km²)     | 914 m    | 117 m (34 m)              | Abfluss ist der Albert-Nil, der den See als Teil des Weißen Nils am Nordende verlässt | weitere Bilder |
| Kafakumbasee   |                                                    |                      | 7,5 km²                           |          |                           |                                                                                       | Bild gesucht   |
| Kasukusee      |                                                    |                      | 21 km²                            |          |                           |                                                                                       | Bild gesucht   |
| Kataniasee     |                                                    |                      | 3,7 km²                           |          |                           |                                                                                       | Bild gesucht   |
| Kisalesee      | Haut-Lomami                                        | 8,258° S, 26,504° O  |                                   |          |                           |                                                                                       | weitere Bilder |
| Kiwusee        | Sud-Kivu, Nord-Kivu / Ruanda                       | 1.796° S, 29.161° O  | 2370 km² (DR Kongo: 1370 km²)     | 1463 m   | 489 m (240 m)             |                                                                                       | weitere Bilder |
| Mai-Ndombe-See | Mai-Ndombe                                         | 2,050° S, 18,306° O  | 2300 km²                          | 340 m    | (5 m)                     |                                                                                       | weitere Bilder |
| Pool Malebo    | Kinshasa / Republik Kongo                          | 4.282° S, 15,489° O  | 550 km²                           | 272      | 20 m (3 m)                |                                                                                       | weitere Bilder |
| Mwerusee       | Haut-Katanga / Sambia                              | 8,996° S, 28,716° O  | 4650 km² (DR Kongo: 1950 km²)     | 930 m    | 37 m                      |                                                                                       | weitere Bilder |
| Nzilosee       | Haut-Lomami                                        | 10,560° S, 25,628° O | 200 km²                           |          |                           | Stausee                                                                               | Nzilosee       |
| Tanganjikasee  | Tanganyika, Sud-Kivu / Burundi / Sambia / Tansania | 6.383° S, 29,615° O  | 32.900 km² (DR Kongo: 14.800 km²) |          | 1435 m (700 m)            |                                                                                       | weitere Bilder |
| Telesee        |                                                    |                      | 20 km²                            |          |                           |                                                                                       | Bild gesucht   |
| Tumbasee       | Équateur                                           | 0,744° S, 18,031° O  | 765 km²                           | 350 m    | 3–5 m (2,4 m)             |                                                                                       | weitere Bilder |
| Upembasee      | Haut-Lomami                                        | 8,633° S, 26,383° O  | 530 km²                           | 575 m    | 3,5 m (1,7 m)             |                                                                                       | weitere Bilder |